# Andree Hahmann
Andree Hahmann (* 1977) ist ein deutscher Philosoph und Philosophiehistoriker.
Hahmann studierte Philosophie, Soziologie, Politikwissenschaft und Klassische Philologie an der Universität zu Köln, der Universität Siegen und der Universität Marburg. 2007 wurde er in Marburg in Philosophie promoviert. Von 2008 bis 2015 war er wissenschaftlicher Mitarbeiter am Lehrstuhl für Geschichte der Philosophie des Philosophischen Seminars der Universität Göttingen. 2015 wurde er dort habilitiert. Von 2015 bis 2020 war er Professor of Philosophy an der University of Pennsylvania. Seit 2021 ist er Associate Professor im Department of Philosophy der Tsinghua-Universität, Beijing, China.
Hahmann arbeitet zur Philosophie der Antike (Aristoteles, Epikur, Stoa) und der Neuzeit (insbesondere Immanuel Kant) sowie zum Problem der Willensfreiheit (Alexander von Aphrodisias).

## Schriften (Auswahl)
Monographien
- Aristoteles’ „Nikomachische Ethik“. Ein systematischer Kommentar. Reclam, Ditzingen 2022.
- Aristoteles gegen Epikur. Eine Untersuchung über die Prinzipien der hellenistischen Philosophie ausgehend vom Phänomen der Bewegung. (Untersuchungen zur antiken Literatur und Geschichte, Band 125). De Gruyter, Berlin 2019.
- Aristoteles’ „Über die Seele“. Ein systematischer Kommentar. Reclam, Ditzingen 2016.
- Kritische Metaphysik der Substanz. Kant im Widerspruch zu Leibniz. (Kant-Studien-Ergänzungshefte, Band 160). De Gruyter, Berlin 2009.
- Was ist Willensfreiheit? Alexander von Aphrodisias über das Schicksal. Tectum, Marburg 2005.

Herausgeberschaften
- mit Stefan Klingner (Hrsg.): Kant and Eighteenth-Century German Philosophy. Contexts, Influences and Controversies. De Gruyter, Berlin 2023.
- mit Bernd Ludwig (Hrsg.): Über die Fortschritte der kritischen Metaphysik. Beiträge zu System und Architektonik der kantischen Philosophie. (Kant-Forschungen, Band 22). Felix Meiner, Hamburg 2017.
- mit Mario Brandhorst und Bernd Ludwig (Hrsg.): Sind wir Bürger zweier Welten? Freiheit und moralische Verantwortung im transzendentalen Idealismus. (Kant-Forschungen, Band 20). Felix Meiner, Hamburg 2012.

Textedition
- Thomas Hobbes, De cive / Vom Bürger. Lateinisch/Deutsch. Hrsg. unter Mitarbeit von Isabella Zühlke von Andree Hahmann und Dieter Hüning. Übersetzt von Andree Hahmann. Reclam, Ditzingen 2017.